# Gonocytisus
Gonocytisus é um género botânico pertencente à família Fabaceae.